# 1972年欧州共同体法 (イギリス)
1972年欧州共同体法（1972ねんおうしゅうきょうどうたいほう、英語: European Communities Act 1972）は、イギリスの法律。イギリスの欧州諸共同体（欧州石炭鉄鋼共同体、欧州経済共同体、欧州原子力共同体）への加入を定めた法律。
1972年1月22日、首相エドワード・ヒースと欧州委員会委員長フランコ・マリア・マルファッティはブリュッセルで加入条約を締結した。同年にイギリスで制定された1972年欧州共同体法により加入条約は批准され、イギリスは正式に欧州諸共同体に加入した。
1972年欧州共同体法はEC法（後のEU法）とアキ・コミュノテール（欧州諸共同体の法体系。条約、規則、指令、欧州司法裁判所および後に分離した一般裁判所の判決を含む）をイギリス法に組み入れた。これにより、EC法は連合王国議会、並びに1972年以降に設立された北アイルランド議会、スコットランド議会、ウェールズ国民議会の制定法に対し効力が発生することになった。このように、1972年欧州共同体法は1970年から1974年までのヒース内閣により制定された法律のうち最も重要なものであり、イギリスの憲法的法規のなかでも重要なものであるとされる。実際、連合王国議会は2003年11月に発表した報告で1972年欧州共同体法をイギリスの憲法を構成する成文法のうち「特に基本的なもの」の1つとしている。
制定以降、欧州諸共同体と後の欧州連合の変遷に伴い改正が繰り返され、単一欧州議定書、マーストリヒト条約、アムステルダム条約、ニース条約、リスボン条約が組み入れられた。
2017年7月13日、欧州連合離脱大臣デイヴィッド・デイヴィスは2018年欧州連合(離脱)法の法案を提出、「離脱の日」（exit day、制定時点では2019年3月29日23時（ロンドン時間））をもって1972年欧州共同体法を廃止することを定めた。その後、欧州連合の決定に基づき離脱の日が2019年4月12日/5月22日、2019年10月31日、2020年1月31日と3度にわたって延期された。
2020年1月31日にイギリスが正式に欧州連合から離脱したことで、1972年欧州共同体法は廃止されたが、2020年欧州連合(離脱合意)法に基づき2020年12月31日までの移行期間が設けられ、EU法は同日までイギリスにおける効力が維持されることとなった。

## 背景

1972年欧州共同体法は1970年から1974年までのヒース内閣により制定された法律のうち最も重要なものである。写真はヒース、1987年撮影。

1958年に欧州諸共同体（EC）が設立されたとき、イギリスは加入せず、代わりに欧州自由貿易連合（EFTA）に加入したが、すぐに翻意し、1961年にアイルランド、デンマーク、ノルウェーとともにEC加入を申し込んだ。しかし、フランス大統領シャルル・ド・ゴールはイギリスの加入申し込みがアメリカの影響力拡大のためのトロイアの木馬であると考え、拒否権を行使した。これによりイギリスら4か国のEC加入はいったん凍結したが、4か国は1967年に再び加入を申請、1969年にド・ゴールが退任してジョルジュ・ポンピドゥが大統領に就任すると、フランスは拒否権行使を撤回した（ド・ゴールは1970年に死去）。これにより、イギリス首相エドワード・ヒース（保守党所属）と欧州諸共同体の加入交渉が1970年に開始され、共通農業政策（CAP）やイギリスと英連邦の関係など論争のある問題もあったものの、交渉はまとまり、1971年10月には庶民院での長い弁論を経て賛成356票、反対244票で加入が議決された。その後、ヒースは1972年1月22日にブリュッセルで加入条約を締結した。
1973年1月1日の条約発効に伴いイギリスが正式にECに加入する予定であるが、EC法をイギリスに取り入れるためには制定法の立法が必要だったため、ジェフリー・リポンは加入条約締結のわずか3日後に欧州共同体法案を提出した。
なお、イギリスと同時にEC加入を申請したアイルランドとデンマークは1973年1月1日にECに加入したが、ノルウェーは1972年の国民投票により加入を拒否した。

## 審議
1972年1月26日、ランカスター公領大臣ジェフリー・リポンが欧州共同体法案を庶民院の第一読会に提出した。
1972年2月17日、庶民院は法案の第二読会において3日間の激しい弁論を経て賛成309票、反対301票で法案を可決した。採決直前、ヒースは演説で「10年以上かけてようやく得た協定を破ることは私たちの友人にとって理解できない」とし、そうすると「世界の金融と貿易に関する議論への、私たちの影響力は破壊され、これらの問題はアメリカ、ECと日本の間で決定される」と述べた。その後、審議は法案委員会を経て第三読会に進んだ。
第三読会の弁論では野党労働党のマイケル・フット議員が異議を唱え、政府が提出した法案では条約の立法に関する法律上の問題をお議論できるものの、加入条約自体についての議論はできないように仕組まれたため、EC加入の意思決定にあたって議会主権が犠牲にされたと批判した。しかし、1972年7月13日の採決では賛成301票、反対284票で法案が可決され、後に貴族院でも可決された。
法案は1972年10月17日に女王の裁可を得、翌日にはイギリスの加入条約批准書がイタリア政府に寄託された。条約の第2条で発効日が1973年1月1日と定められ、法案でも発効日に関する条項が「加入日」と記載されたため、加入条約と1972年欧州共同体法は1973年1月1日に同時に発効、イギリスは欧州諸共同体に正式に加入した。

## 内容と法改正

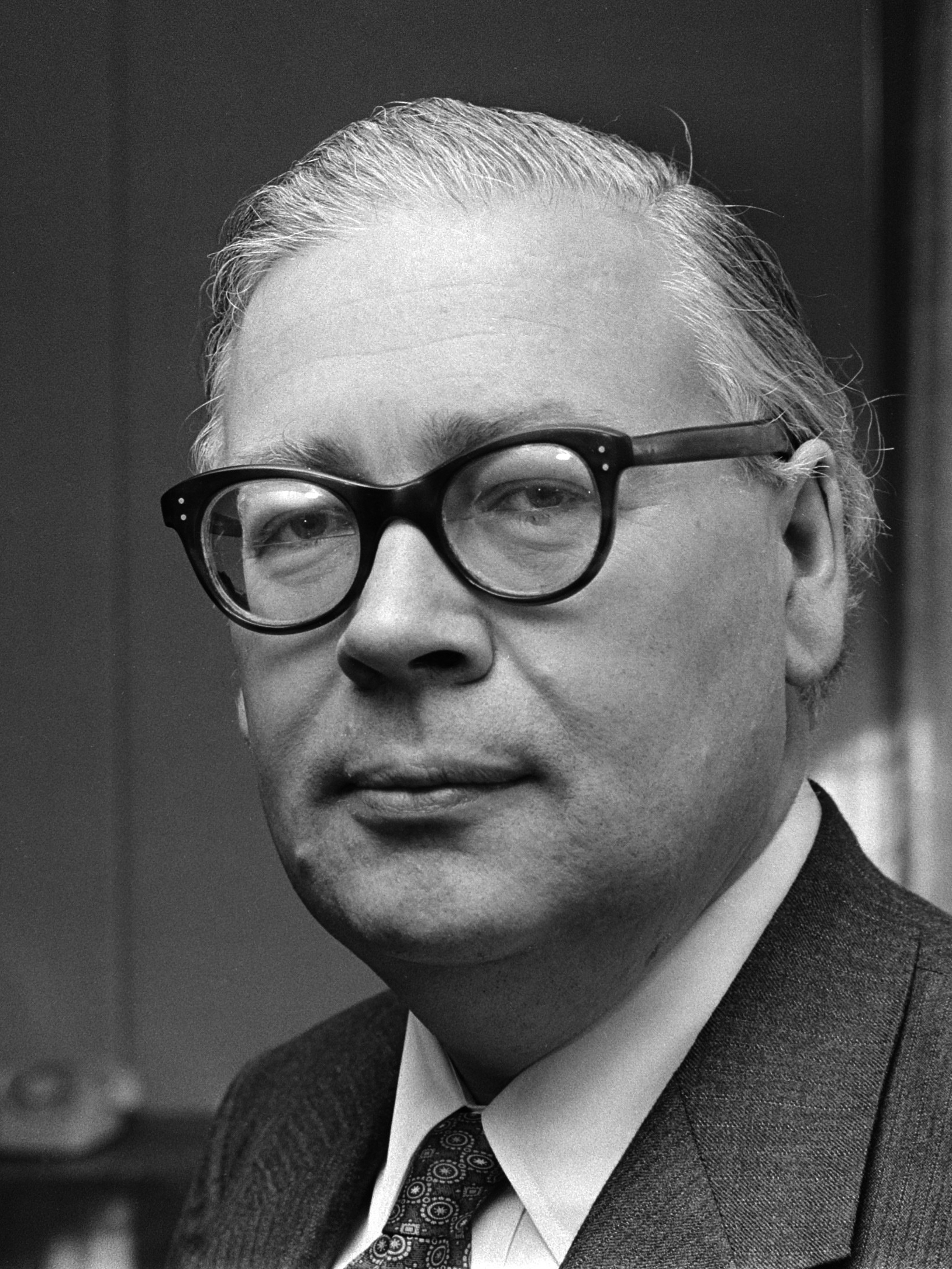
法案を起草したランカスター公領大臣ジェフリー・リポン、1970年撮影。

### 条約加入
1972年欧州共同体法の発効に伴い、1951年のパリ条約、ローマ条約、欧州原子力共同体設立条約、合併条約、欧州共同体予算条約、1972年加入条約がイギリス法に組み入れられ、「条約はさらなる立法を経たずに法律効力が生じる」とされた（第2条1項、附則1）。これにより、イギリスは加入条約で定められた条件を満たし、欧州諸共同体に加入することとなった。
以降、法改正に伴い下記の条約がイギリスに適用された。
- 単一欧州議定書 - 1986年欧州共同体(改正)法（英語版）により
- 欧州経済領域協定 - 1993年欧州経済領域法（英語版）により
- マーストリヒト条約 - 1993年欧州共同体(改正)法（英語版）により
- アムステルダム条約 - 1998年欧州共同体(改正)法（英語版）により
- ニース条約 - 2002年欧州共同体(改正)法（英語版）により
- リスボン条約 - 2008年欧州連合(改正)法により

### 欧州共同体の政策
イギリスによる欧州連合関税同盟（第5条）、共通農業政策（第6条）、共通漁業政策への参加が定められ、これらの政策はイギリスの国内法に組み入れられた。附則3で廃止される国内法を、附則4で改正される国内法を定めた。

### EC法の採用
イギリスの裁判所の見解では、1972年加入条約と1972年欧州共同体法によりEU法（制定時点ではEC法、本節では「EU法」表記に統一）がイギリスの国内法に優先すると定められた。EU法の優先はEC/EUの基本条約で明示的に定められたことではなく、主に欧州司法裁判所（ECJ）により発展した理論である。ECJは国内法がEU法に優先する場合、条約の目的が果たされなくなるとして、EU法が国内法に優先するという見解（いわゆる国際法における一元論）を示したが、イギリスなど多くの加盟国の裁判所はこの見解を受け入れていない。イギリスの憲法は議会主権に基づいており、国際法と国内法の関係にあたっては二元論の立場をとっている。すなわち、他国との条約は国内の制定法を経由しなければイギリス法に組み入れられないという立場である。従って、イギリスにおけるEU法優先は1972年欧州共同体法に基づいているだけであり、同法が廃止されると、国内立法を経ていないEU法はイギリスに適用されなくなり、1972年欧州共同体法によりEC/EUの組織に委ねられた権力はイギリスの議会に返還される。これは後の2011年欧州連合法第18条（通称「主権条項」（sovereignty clause））で改めて明示された。

## 制定以降の事件

### 1975年の国民投票
1974年10月イギリス総選挙において、ハロルド・ウィルソン率いる労働党は与党になった場合、ECに残留すべきか国民投票で決めると公約した。労働党が選挙で勝利したことで、1975年6月5日にEEC加盟継続の是非を問う国民投票が行われたが、残留が17,378,581票（67.23%）、離脱が8,470,073票（32.77%）となったためEC残留が決定した。

### ファクターテイム裁判
ファクターテイム事件の貴族院における審議（1989年）では、常任上訴貴族のハリッジのブリッジ男爵ナイジェル・ブリッジが1972年欧州共同体法の第2条4項により、イギリスの全ての制定法には実質的に「EC法と矛盾する場合、EC法が優先される」という条項が追加されているという見解を表明した。これがイギリスの伝統的な憲法原則である議会主権に反するという意見が存在する。

## 廃止
2016年6月23日のイギリスの欧州連合離脱是非を問う国民投票によりイギリスのEU離脱が決定すると、1972年欧州共同体法が改正あるいは廃止されると予想されるようになった。同年10月、首相テリーザ・メイは1972年欧州共同体法を廃止して同法の規定をイギリス法に組み込む「大廃止法案」の提出を約束した。EU離脱の日に同法案が発効した後、関連規定はケースバイケースで改正または廃止できるようになるとした。
2017年7月13日、欧州連合(離脱)法案は庶民院に提出された。法案は2018年6月20日に可決され、26日に女王の裁可が与えられた。制定時点の2018年欧州連合(離脱)法では1972年欧州共同体法の廃止日時をイギリスのEU離脱の日時（2019年3月29日23時）に定めた。しかし、イギリス政府は2018年7月にホワイトペーパーを発表し、EU離脱法を改正して欧州共同体法の効力（EU法のイギリスにおける効力）を移行期間の終わり（2020年12月31日）まで延長する意向を示した。